# Gaoqiaolou (köpinghuvudort i Kina, Jiangxi Sheng, lat 27,02, long 114,37)
Gaoqiaolou är en köpinghuvudort i Kina. Den ligger i provinsen Jiangxi, i den sydöstra delen av landet, omkring 240 kilometer sydväst om provinshuvudstaden Nanchang. Antalet invånare är 15 362. Befolkningen består av 7 389 kvinnor och 7 973 män. Barn under 15 år utgör 20,0 %, vuxna 15-64 år 70 %, och äldre över 65 år 8,0 %.
Runt Gaoqiaolou är det ganska tätbefolkat, med 172 invånare per kvadratkilometer. Närmaste större samhälle är Hechuan, 16,4 km sydväst om Gaoqiaolou. I omgivningarna runt Gaoqiaolou växer i huvudsak blandskog.
Genomsnittlig årsnederbörd är 2 003 millimeter. Den regnigaste månaden är maj, med i genomsnitt 314 mm nederbörd, och den torraste är oktober, med 38 mm nederbörd.